# دانسکه بانک ایرلند
دانسکه بانک ایرلند (انگلیسی: Danske Bank) شرکت خدمات مالی و بانکداری ایرلندی است، که در سال ۱۹۸۶ تأسیس شد.